# Gibbotettix leishanensis
Gibbotettix leishanensis är en insektsart som beskrevs av Zheng, Z. 1993. Gibbotettix leishanensis ingår i släktet Gibbotettix och familjen torngräshoppor. Inga underarter finns listade i Catalogue of Life.